# Danbaite
La danbaite è un minerale scoperto nel 1981 nella località di Danba, provincia dello Sichuan in Cina e riconosciuto dall'IMA nel 1984. Il minerale ha preso il nome dal luogo di origine.

## Morfologia
La danbaite è stata trovata principalmente sotto forma di aggregati botrioidali e sferulitici di diametro fino a circa 0,15mm ma anche come una sottile patina di circa 10 μm attorno al cromo nativo.

## Origine e giacitura
La danbaite è stata scoperta in un'intrusione ultramafica in un giacimento di rame e nichel ricco di platino. L'intrusione è costituita di lherzolite, harzburgite e gabbro fortemente serpentinizzati, steatitizzati e uralitizzati.
La danbaite è stata trovata associata con bornite, calcopirite, cobaltite, cubanite, galena, pentlandite, pirite, pirrotite, safflorite, sfalerite e violarite. Oltre a questi, in minore quantità, è associata con elettro, michenerite, omeite, oro nativo, sperrylite e sudburyite.